# Масуд Пезешкіан
Масу́д Пезешкіа́н (перс. مسعود پزشکیان; нар. 29 вересня 1954, Мегабад, Західний Азербайджан, Іран) — іранський торакальний хірург і політик-реформатор, який представляє виборчі округи Тебриз, Оску й Азаршахр у парламенті Ірану, обіймав посаду першого заступника спікера з 2016 до 2020 рік. У 2001—2005 роках був міністром охорони здоров'я та медичної освіти в уряді Мохаммада Хатамі.
Балотувався на президентських виборах 2013 року, але знявся, висувався на виборах 2021 року, але йому відмовили. Переміг на президентських виборах 2024 року.

## Молодість й освіта
Народився в Магабаді 29 вересня 1954 року. Батько, іранський азербайджанець, уродженець Касре Ширіна, матір — з іранських курдів. 1973 року здобув диплом і вступив на строкову службу в Заболі, в цей час він зацікавився медициною. Після закінчення служби повернувся в рідну провінцію, де вступив до медичного училища і закінчив його зі ступенем лікаря загальної медицини. Під час Ірано-іракської війни (1980—1988) часто бував на передовій, де відповідав за відряджання медичних бригад, а також працював як боєць і лікар. 1985 року закінчив курс сімейної медицини і почав викладати фізіологію в медичному коледжі.
Після війни продовжив навчання, спеціалізуючись на загальній хірургії в Тебризькому університеті медичних наук. 1993 року здобув спеціалізацію з кардіохірургії в Іранському університеті медичних наук. Пізніше став фахівцем із хірургії серця та в 1994 року обійняв посаду президента Тебризького університету медичних наук, і обіймав цю посаду протягом п'яти років.

## Кар'єра
1997 року розпочав політичну кар'єру, приєднавшись до адміністрації Мохаммада Хатамі як заступник міністра охорони здоров'я. Чотири роки потому призначений міністром охорони здоров'я (2001—2005). Відтоді п'ять разів обирався до парламенту Ірану, представляючи Тебриз, й обіймав посаду першого заступника голови парламенту з 2016 до 2020 рік.
Викладає Коран та читач Шляху красномовства, основного тексту для шиїтів. Член товариства дружби Іран-Туреччина.

## Політика
2024 року переміг на президентських виборах в Ірані, обійшовши Саіда Джалілі. 30 липня склав присягу президента.

## Погляди

### КВІР
Прихильник КВІР і зазначає, що нинішній КВІР «відрізняється від колишнього». Засудив оголошення США КВІР терористичною організацією у 2019 році. Після збиття у 2019 році Іраном американського безпілотника, назвав американський уряд терористом, а дії КВІР «сильним ударом в рот лідерів злочинної Америки». На зустрічі в університеті та у відповідь на критику Пезешкіан одягнув форму КВІР і сказав, що одягне її знову.

### Критика системи
Неодноразово критикував систему. Під час протестів після президентських виборів 2009 року у своїй промові розкритикував поводження з протестувальниками. У своїй промові згадав слова першого шиїтського імама [Алі], звернені до Маліка аль- Аштара про те, що «не стався до людей, як до диких тварин».
Назвав іранський метод боротьби з протестами 2018 року «науково й інтелектуально неправильним». Звинуватив у всіх подіях систему країни і сказав: «Треба було зробити ліпше». Після протестів 2022 року Пезешкіан вимагав створити групу для оцінки та роз'яснення інциденту. Хоча, на його думку, спосіб боротьби з протестувальниками та суд над ними суперечать конституції та вимагав, щоб підсудні отримали адвокатів, пізніше він виступив із заявою, в якій засудив протести та не вважав їх такими, що відповідають інтересам народу.

### Етнічні погляди
Вимагає виконання статті 15 Конституції Ірану для всіх етносів: «Офіційною та загальновживаною мовою та письмом народу Ірану є перська мова. Документи, листування, офіційні тексти та підручники мають бути написані цією мовою, але використання місцевих та етнічних мов у пресі та засобах масової інформації і викладання їхньої літератури в школах є вільним разом з перською мовою». Він назвав реалізацію цього принципу перешкодою для виправдання сепаратистів і дисидентів. Також підтримує викладання азербайджанської мови в іранських школах.

## Особисте життя

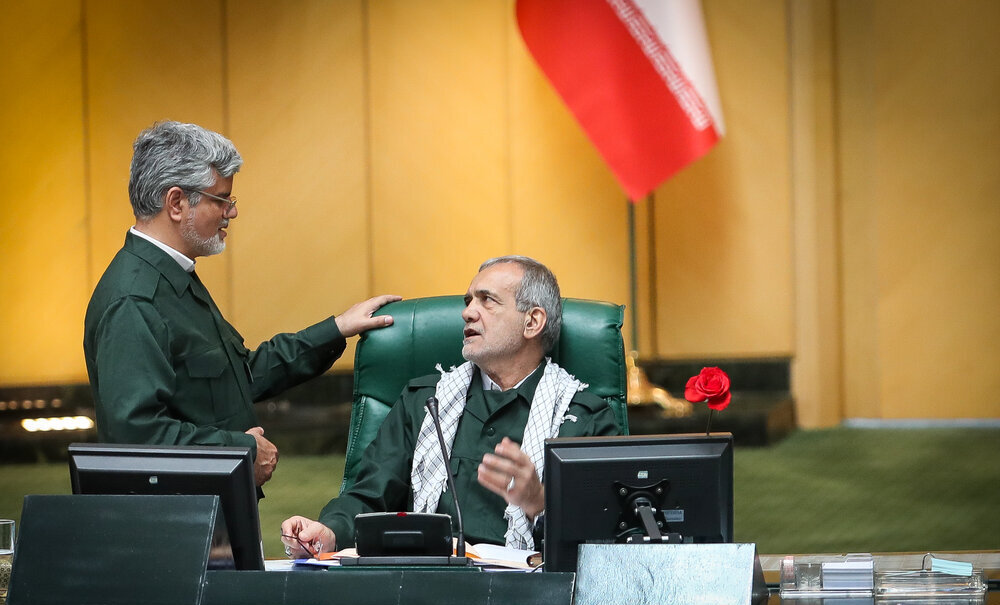
Пезешкіан і Махмуд Садегі в уніформі КВІР

Дружина Пезешкіана була гінекологом. 1993 року вона загинула разом з однією їхньою дитиною в автокатастрофі. Самостійно виховував двох синів і дочку, не одружувався вдруге.
Донька Захра Пезешкіан здобула ступінь магістра хімії в Технологічному університеті Шаріфа і працювала в «Jam Petrochemical» до приходу до влади уряду Рухані.
Вболівальник футбольного клубу «Трактор Сазі».

## Публічний образ
Його політичні опоненти, як-от Аліреза Закані, звинуватили в захисті людей, причетних до корупції.